# Llave de Miquelete

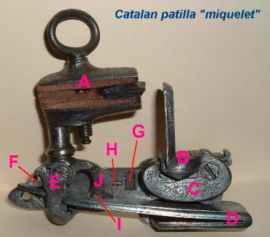
A: Martillo (es). B: Rastrillo de acero y tapa de cazoleta. C: Muelle brida tapa-Rastrillo D: Muelle principal. E: Brida soporte del martillo (es). F: Talón del martillo (es). G: Uña. H: Fiador primario (amartillado total). Y: Fiador de seguridad (Semi-amartillado). J: Pata delantera. K: Tornillo de apriete

La llave española, llave de rastrillo o llave de Miguelete es una forma característica del mecanismo de llave de chispa, originalmente un método de encendido de acero contra pedernal, que predominó en el Mediterráneo y en la América española, desde mediados del siglo XVI hasta principios del siglo XIX. En sus inicios, y durante bastante tiempo, se la conoció como llave de rastrillo, de ahí pasó a llamarse en Cataluña llave de pedreñal o simplemente pedreñal (en alusión a las pistolas de cañón largo).
Sobre el origen del nombre dado a este mecanismo hay divergencia de opiniones. En el entorno francés, hay quienes lo atribuyen a las tropas francesas que conocieron a los Migueletes que los empleaban en la primera mitad del siglo XVI, reportado por Vauban en la guerra de los segadores, como "xispa de Miquelet.. especie de fusil, pero mejor y más preciso" en una carta de 1675 a Luis XIV, pidiéndole la creación de un regimiento cuyos dos tercios fueran gispeliers, equipados con gispes de Miquelet debido a su gran efectividad. Hay otros, especialmente en el entorno britànico, que lo atribuyen a las tropas británicas durante la Guerra de la Independencia, ya que era la llave empleada por los Migueletes bajo el mando de Wellington.

## Historia

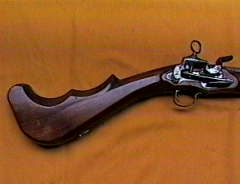
Escopeta de Miquelete con una culata inusual, posiblemente para el uso de soldados del Presidio de California.

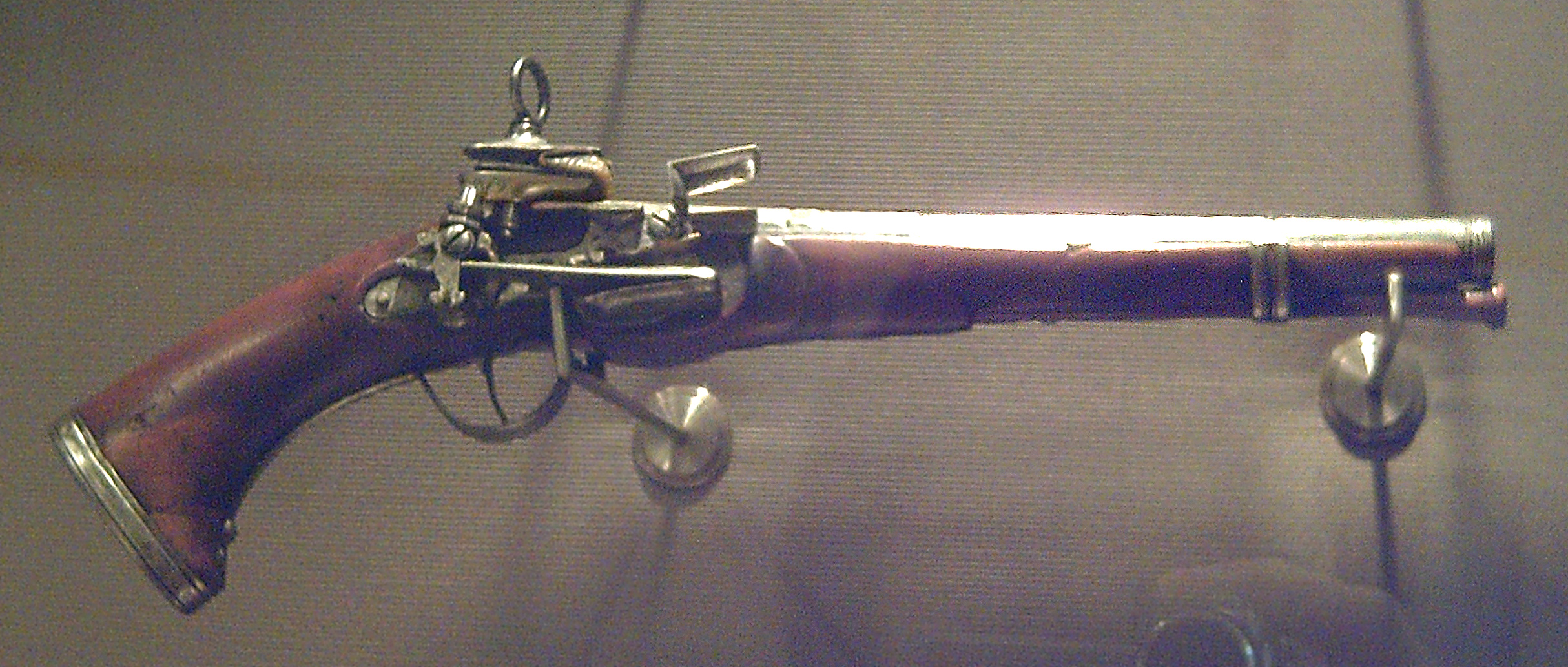
Pistola de Miquelete de 1733

La llave de Miquelete fue la respuesta a la petición de Carlos V tras la campaña de Argel (1541) en que el viento y la lluvia impidieron disparar sus arcabuces (tanto de rueda como de mecha), haciendo volar la pólvora el primero (al abrir la cazoleta para encender la pólvora) o mojando la misma y apagando las mechas la segunda.
Al menos, en algún momento antes de 1570 (o antes de 1567 si aplicamos el tiempo pasado de la narración), existía ya un modelo operativo de "llave de rastrillo" ("llave de Miquelet"). Su invención tiene una fecha muy bien delimitada por una referencia de su uso muy común en Játiva y Valencia con anterioridad al 1570, dado que los hechos de armas que relata Ginés Pérez de Hita en Guerras civiles de Granada -... su escopeta de rastrillo... tuvieron lugar durante la Rebelión de las Alpujarras sofocada el 1571.
Hubo prototipos desarrollados por varios fabricantes de armas entre ellos la familia Marquart (armeros reales de Madrid), en el estilo de la llave de patilla o llave de rastrillo que hoy se conocen genéricamente a nivel mundial como "llave de Miquelet".
La "llave de Miquelete", con su rastrillo y tapa de cazoleta combinados, era el último nivel de innovación que faltaba para hacer posible el snaphance estándar. Resultó ser así la precursora y compañera de todas las designadas con el nombre genérico de llave de chispa.
Se produjeron dos variantes principales de la "llave de Miquelet": La llave de patilla, donde el resorte principal empujaba hacia arriba el talón del pie del martillo y los dos fiadores actuaban contra el dedo del pie del martillo. La otra variante fue la italiana, donde todo iba al revés: el resorte empujaba hacia abajo la punta del pie del martillo y los fiadores actuaban contra el talón del pie del martillo.

## Características

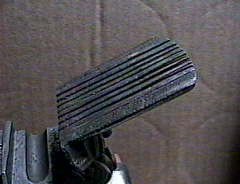
Rastrillo de una llave de Miquelet.

Los fiadores de acción lateral, a través de la uña de bloqueo, junto con el resorte externo en forma de "V" y el anillo-tornillo de la mordaza superior son las características más importantes asociadas con la "llave de Miquelet" . Los expertos coinciden sin embargo, que los fiadores de acción lateral son la verdadera característica que definen la familia, ya que algunas variaciones de la "llave de Miquelet" no tienen el resorte externo y/o el gran anillo-tornillo superior de la mordaza.
Otra característica aparentemente omnipresente en la "llave de Miquelet" era la cara estriada de la tapa del rastrillo, o dicho de otro modo, las ranuras verticales del rastrillo.
Inicialmente, toda la cara estriada era una placa desmontable con un encaje de cola de milano y, a menudo iba atornillada al rastrillo. Esto permitía la sustitución de las piezas gastadas sin tener que rehacer o cambiar el rastrillo entero.
La cara estriada desmontable pasó de moda en torno a 1660-1675, la sustituyó el ranurado directo en a la cara del rastrillo, probablemente propiciado por un tratamiento térmico mejorado en el temple del mismo.
El estriado fue en gran medida eliminado por la influencia francesa en los armeros de Madrid alrededor de 1700. Sin embargo, la práctica de utilizar la cara estriada de tipo tanto desmontable como fijo, continuó entre los armeros de Ripoll, así como en los armeros del norte de África y de los dominios otomanos.

## Nombres

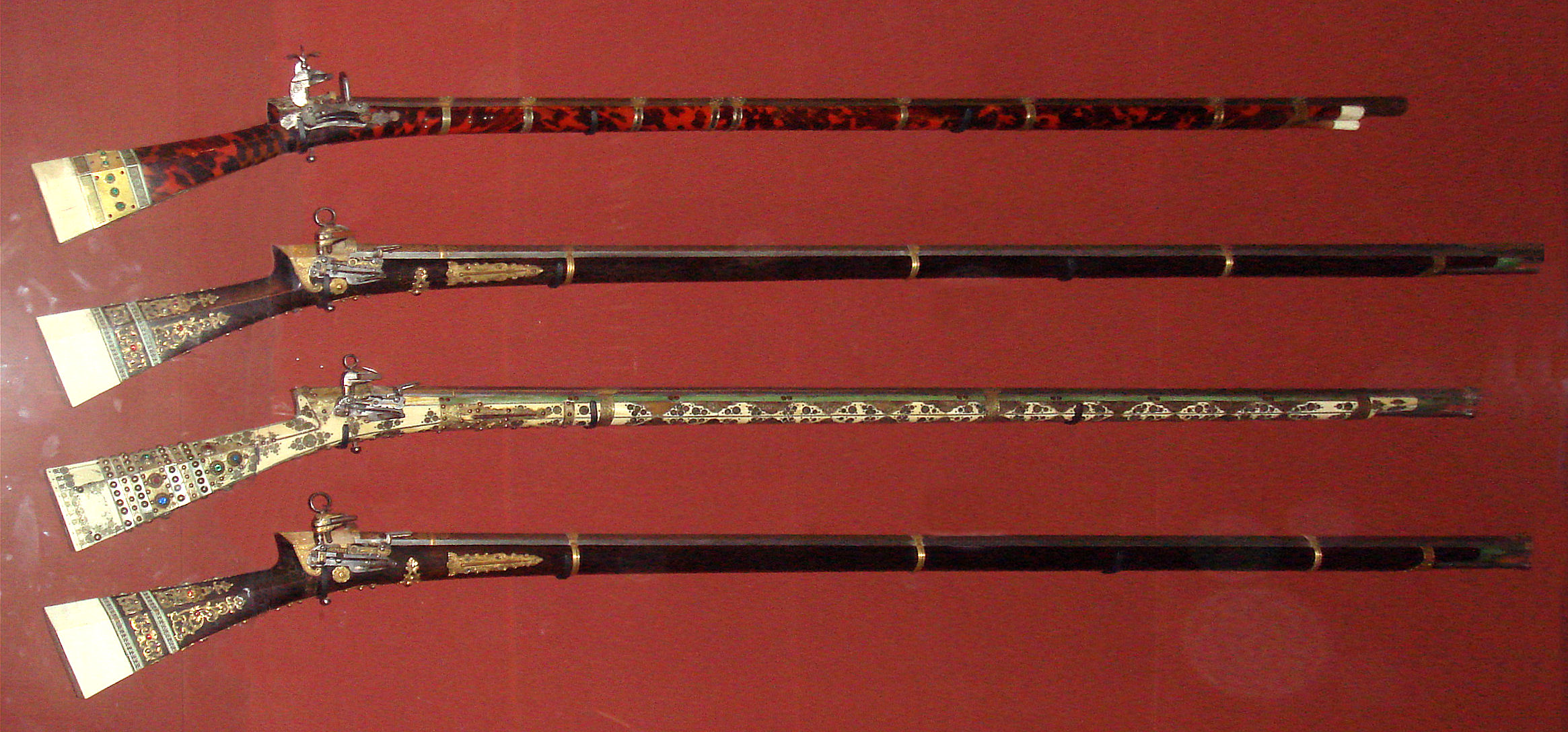
Mosquetes otomanos de Miquelet

La "llave de Miquelet" ha sido conocida por varios nombres, dependiendo de la región o la variación del diseño. En España se conoce como llave de rastrillo, llave de patilla o simplemente llave española; también como "pany de pedrenyal" en Cataluña y Valencia. En Portugal fue conocida como patilha de invenção. Variaciones de la llave de patilla recibieron nombres como de invenzione, a la romana o simplemente a la italiana.
La versión italiana de la llave de patilla se llama allá Micheletti, aunque los escritores serios y coleccionistas en Europa intentan evitar este término con un uso más preciso de la terminología pertinente (cronológica y geográfica), como  alla brobana a la variante napolitana (Nápoles) de llave con resorte externo por su asociación con la Dinastía borbónica y el Reino de las Dos Sicilias. El híbrido de influencia francesa era conocido como llave a la moda o más comúnmente, como llave de Madrid, una vez más debido a la influencia borbónica. Tenía el aspecto de la llave de chispa francesa, pero era española en la operación debido a los fiadores de acción lateral.
La "llave de Miquelete" fue a menudo llamada llave mediterránea debido a su difusión en las áreas que rodean el Mar Mediterráneo, especialmente en la esfera de influencia del Imperio Otomano. El mecanismo puede haber llamado la atención de los armeros de Estambul en los tiempos de las rutas comerciales establecidas por las ciudades-estado italianas a través del puerto de Ragusa (Dubrovnik) en las provincias situadas en la península de los Balcanes. Otras vías, probablemente fueron el resultado del botín de los ataques de corsarios y/o de los numerosos conflictos europeos otomanos de la época.
Aparte, la llave de agujeta, contemporánea de la llave de patilla se fabricó bastante en Ripoll, sobre todo en la pistola de cañón largo llamada Pedreñal. Ripoll fue un importante centro armero español. Curiosamente, una copia de la llave de agujeta, a veces conocida como el llamado "pie árabe-bloqueo", sobrevivió en el norte de África con pequeñas modificaciones, como Miquelete de la Cabilia, hasta bien entrado el siglo XX.
Una llave con mecanismo de percusión del estilo de la "llave de Miquelete" se utilizó en pistolas y armas deportivas hasta el advenimiento de las armas de fuego con cartucho. Un martillo en forma de perro o de pez fue una práctica común en estas llaves de Miquelete a percusión. Llaves de Miquelete hechas de esta guisa fueron especialmente bien representadas por los fabricantes de armas de Éibar.

## Para leer más
- Agoston, Gabor.  Guns for the Sultan: Military Power and the Weapons Industry in the Ottoman Empire.  UK: Cambridge University Press, 2005
- Blackmore, Howard L.  Guns and Rifles of the World.  New York: Viking Press, 1965
- Blair, Claude and Leonid Tarassuk, Editores.  The Complete Encyclopedia of Arms and Weapons.  New York: Simon and Schuster, 1982
- Brown, M. L.  Firearms in Colonial America: The Impact on History and Technology, 1492-1792.  Washington D. C.: Smithsonian, 1980
- Carpegna, Nolfo di.  Bresciano Firearms from matchlock tono flintlock.  Roma: Edizioni De Luca, 1997
- Carpegna, Nolfo di. "A Summary of Notes on Central-Italian Firearms of the Eighteenth Century" in  Arte, Arms, and Armour: An International Anthology, Vol.. Y:  1979-80. R. Held, Editor. Switzerland: Acquafresca Editrice, 1979
- Chase, Kenneth.  Firearms En Global History to 1700.  Cambridge University Press, 2003
- Cipolla, Carlo.  Guns, Sails, and Empires: Technological Innovation and European Expansion, 1400-1700.  New York: Barnes and Noble, 1996
- Corry, Noel, Mayor. "Guns and Pistols of Kurdistán and the Caucasus".  The Gun Digest, 42nd Edition.  Northfield, IL: DBI Books, 1988
- Crosby, Alfred W.  Throwing Fire-Projectile Technology Through History.  Cambridge University Press, 2002
- Daehnhardt, Rainer, and W. Keith Neal, Translator and Editor.  Espingarda Pferfeyta oro The Perfect Gun.  London: Sotheby Park Benedicto, 1974
- Garavaglia, Louis A. and Charles G. Worman.  Firearms of the American West, 1803-1865.  Albuquerque: UNM Press, 1984
- Given, Brian J.  En Most Pernicious Thing: Gun Trading and Native Warfare in the Early Contact Period.  Ottawa: Carleton University Press, 1994
- Hall, Bert S.  Weapons and Warfare in Renaissance Europe.  Baltimore: JHU Press, 1997
- Hayward, J. F.  The Art of the Gunmaker, Volume I 1500-1660.  New York: St. Martin 's Press, 1962
- Kelly, Jack.  Gunpowder: Alchemy, Bombardino, & Pyrotechnics.  New York: Basic Books, 2004
- Lenk, Torsten.  The Flintlock: its origin and development.  Translated by G. A. Urquhart, Edited by J. F. Hayward. New York: Bramhall House, 1965
- Lindsay, Merrill.  One Hundred Great Guns.  New York: Walker and Co.., 1967
- Masini, Sergio and Gian Rodolfo Rotasso.  Complete Book of Firearms.  New York: Portland House, 1988 Translated by Valerie Palmer. Original Publisher: Mondadori, Milán
- McNeill, William H.  The Age of Gunpowder Empires, 1450-1800.  Washington D. C.: American Historical Association, 1989
- Murphey, Rhoads.  Ottoman Warfare 1500-1700.  New Brunswick, NJ: Rutgers, 1999
- North, Anthony.  An Introduction to Islamic Arms. Victoria and Albert Museum Introductions to the Arts.  Owings Mills, MD: Stemmer House, 1985
- Parry, V.J., and M. E. Yapp, Editores.  War, Technology and Society in the Middle East.  London: Oxford University Press, 1975
- Peterson, Harold L.  Arms and Armor in Colonial America 1526-1783.  Harrisburg, Pan: Stockpole Books, 1956
- Peterson, Harold L.  The Treasury of the Gun.  New York: Golden Press, 1962
- Russell, Carl P.  Guns on the Early Frontiers.  Lincoln: University of Nebraska Press, 1957